# The History of Rock
The History of Rock (c англ. История Рока) — сборник Кид Рока, выпущенный в 2000 году, альбом состоит из перезаписанных версий песен из альбома The Polyfuze Method, ремикшированных версий песен из альбома Early Mornin 'Stoned Pimp , демо-версий и неизданных песен, включая сингл "American Bad Ass ".
| Дата выпуска | 30 мая 2000 г.                       |
| Студия       | White Room Studios, Детройт, Мичиган |
| Жанры        | Рэп-рок, рэп-метал, ню-метал         |
| Длительность | 64:46                                |
| Лейбл        | Atlantic Recording Corporation       |

Музыка
Многие из песен сборника ранее были выпущены на втором и третьем студийных альбомах Kid Rock, The Polyfuze Method и Early Mornin 'Stoned Pimp. Включения из The Polyfuze Method были перезаписаны для этого сборника, в то время как песни из Early Mornin 'Stoned Pimp — это ремиксы.
Новая запись American Bad Ass была названа Allmusic и Rolling Stone лучшей песней на сборнике. Песня в стиле ню-метал и построена на сэмплах из песни Metallica «Sad but True», при этом отдаётся лирическая дань Джонни Кэшу, Grandmaster Flash, Дэвиду Аллану Коу, Beastie Boys и Бобу Сигеру.
Также новинкой в этом сборнике являются песни «Abortion», хард-рок-блюзовая песня, «Fuck That», классифицированная Entertainment Weekly как альтернативный рок, и «Born 2 B a Hick», которую сравнивали стилистически к Чаку Берри. «Fuck That» ранее появлялась в саундтреке к фильму 1999 года Any Given Sunday.
«Born 2 B a Hick» была старой песней, которую Кид Рок никогда не записывал. Несмотря на название, «Аборт» — это антинаркотическая баллада, которую Rolling Stone описал как «нахождение точек соприкосновения между Geto Boys и Lynyrd Skynyrd».
Кид Рок
Роберт Джеймс Ричи — вокал, гитара, бас, клавиатура, орган, барабаны
Twisted Brown Trucker
Джо К. — рэп
Ширли Хейден — фоновый вокал
Мисти Лав — фоновый вокал
Джейсон Краузе — гитара
Кенни Олсон — гитара
Майкл Брэдфорд — басс
Джимми Бонс — клавишные
Дядя Крекер — вертушки, бэк-вокал
Стефани Эйлинберг — ударные
Другой персонал
Уэс Холодно произнесенное слово во вступлении
Майкл Стивенс — повествование.